# Мадонна Ансідеї
«Мадонна Ансідеї» — одна з флорентійських мадонн Рафаеля Санті, написана в період 1505–1507 років. В даний час знаходиться в Лондонській національній галереї.

## Опис
На картині зображена Діва Марія, що сидить на високому дерев'яному троні без підлокітників і з нереалістично крутими сходами з немовлям Ісусом на колінах. Вона повністю поглинена читанням зі своїм сином, довірливо притуленим до неї. Напис над престолом Мадонни говорить: «Слався, Мати Христова» (SALVE MATER CHRISTI). Праворуч від трону стоїть Іоанн Хреститель, задумливо спрямувавши погляд в небеса, зліва — читає Микола Чудотворець в єпископському вбранні. Ізольовані фігури Марії, Іоанна та Миколи не взаємодіють один з одним, що було властиво стилю художників умбрійскої школи, особливо Перуджино. На тлі зображений білий арочний звід і далекий пейзаж за ним під блакитним небом. У ніг Святого Миколая лежать три кулі, які можуть символізувати Пресвяту Трійцю або три мішки з золотом, які він за переказами підкинув трьом дочкам зубожілого жителя Мира, щоб врятувати їх від безчестя.
Мадонна Ансідеї, написана під сильним впливом умбрійської школи, помітно відрізняється від рафаелівських Мадонн римського періоду, з більш природними позами Марії, Христа та Іоанна Хрестителя, однак уже в цій роботі двадцятитрирічний майстер демонструє тонке почуття стилю і композиції, досягаючи досконалого виконання всіх найдрібніших деталей і сміливо використовуючи насичений тон для досягнення потрібного ефекту.
Джон Раскін вважав картину однією з найвеличніших в історії живопису і самим втіленням християнських ідеалів. До головних її достоїнств він відносив бездоганне виконання, що витримало випробування століттями; реалістичну ніжність золотих тонів; умиротворення персонажів, акцентування їх духовної природи, а не зовнішності; радісний спокій, що випромінюється картиною, позбавлений негативних конотацій.

## Історія

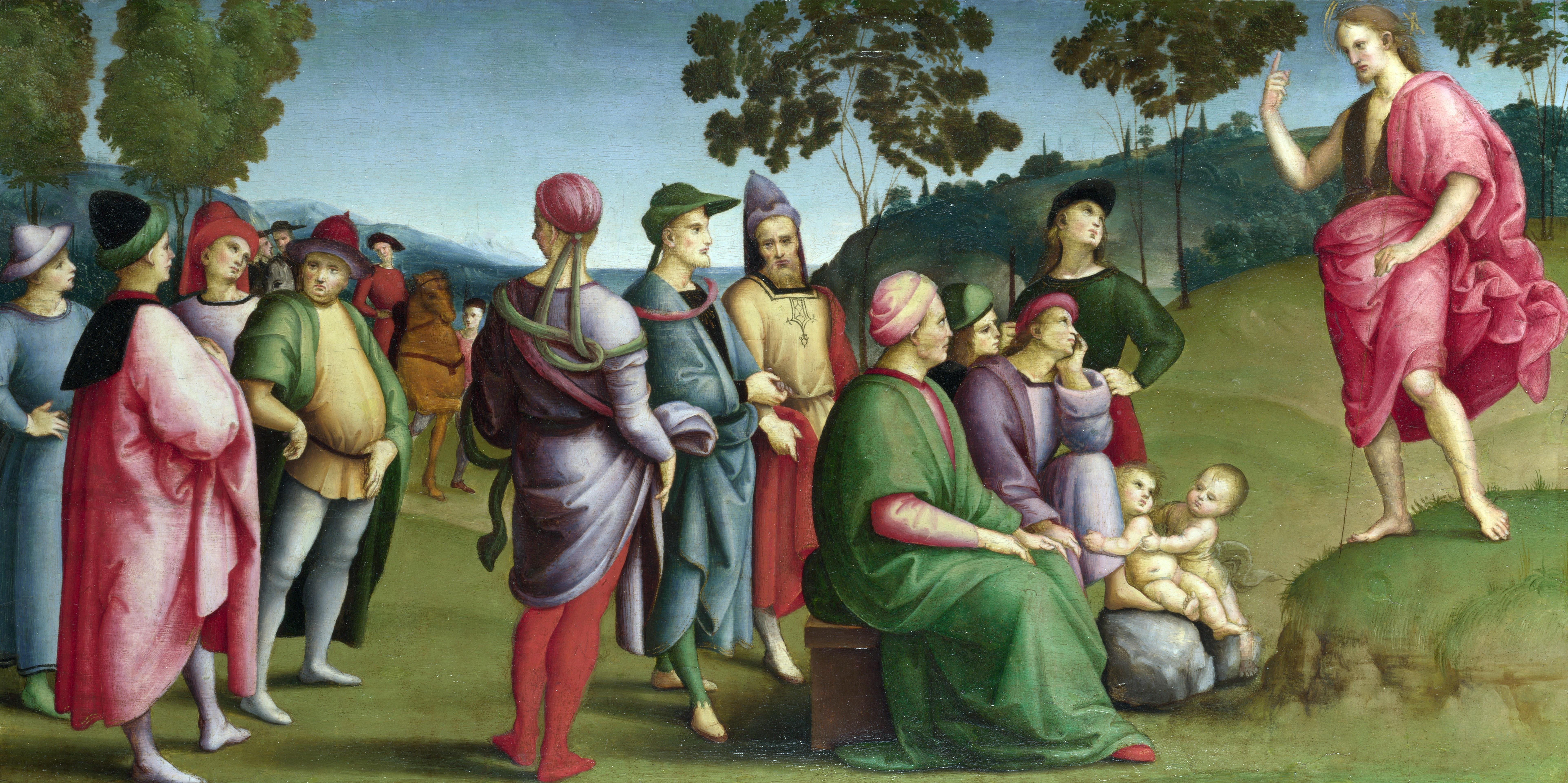
Проповідь Іоанна Хрестителя. збережена пределла до Мадонни Ансідеі. Лондонська національна галерея

Нікколо Ансідеї замовив Рафаелю вівтарну картину «Мадонна і немовля зі Святим Іоанном Хрестителем і Святим Миколаєм Барійським» з трьома пределлеами для своєї сімейної капели Святого Миколая церкви Сан-Фьоренцо в Перуджі. До наших днів збереглася лише одна пределла — «Проповідь Іоанна Хрестителя», яка розміщувалася під фігурою Іоанна і в даний час знаходиться разом з Мадонною Ансідеі в Лондонській національній галереї. Дві втрачені пределли зображували заручення Діви Марії і одне з чудес Святого Миколая, розташовуючись, відповідно, під кожним з персонажів.
Датування картини залишає деякі питання. Спочатку вважалося, що вона була розпочата в 1505 році, на основі стилю Рафаеля того часу, який перебував під сильним впливом Перуджино. Більш ретельне вивчення перенесло дату на 1507 рік, і нині вважається, що робота над картиною велася протягом всього періоду 1505–1507 років.
Капела сімейства Ансідеї була розібрана під час реконструкції церкви Сан-Фьоренцо в 1763 році. Пізніше капелу відновили, і в даний час в ній знаходиться копія Мадонни Ансідеї XIX століття. Оригінал придбав лорд Роберт Спенсер в 1764 році за невідому, але, очевидно, велику суму  для свого брата Джорджа Спенсера, четвертого герцога Мальборо. Зберігалася в Бленгеймському палаці, одному з найрозкішніших будинків в Європі і резиденції герцога Мальборо,тому картину іноді називали «Бленгеймською Мадонною».
У 1875 році восьмий герцог Мальборо Джордж Чарльз Спенсер-Черчилль продав Мадонну Ансідеї Лондонській національній галереї за 75000 фунтів стерлінгів (за іншими відомостями — за 70 000 фунтів стерлінгів, тобто приблизно 350 000 доларів), що в три рази побило рекорд вартості за картину того часу, в основному, через рідкість картин Рафаеля в зарубіжних галереях.